# Euselasia cataleuca
Euselasia cataleuca är en fjärilsart som beskrevs av Felder 1869. Euselasia cataleuca ingår i släktet Euselasia och familjen Riodinidae. Inga underarter finns listade i Catalogue of Life.